# Sianożęty
Sianożęty [ɕanɔˈʐɛntɨ] (tiếng Đức: Ziegenberg)  là một ngôi làng thuộc khu hành chính của Gmina Ustronie Morskie, thuộc hạt Kołobrzeg, West Pomeranian Voivodeship, ở phía tây bắc Ba Lan.
Ngôi làng có dân số 280 người.